# Resolute Desk

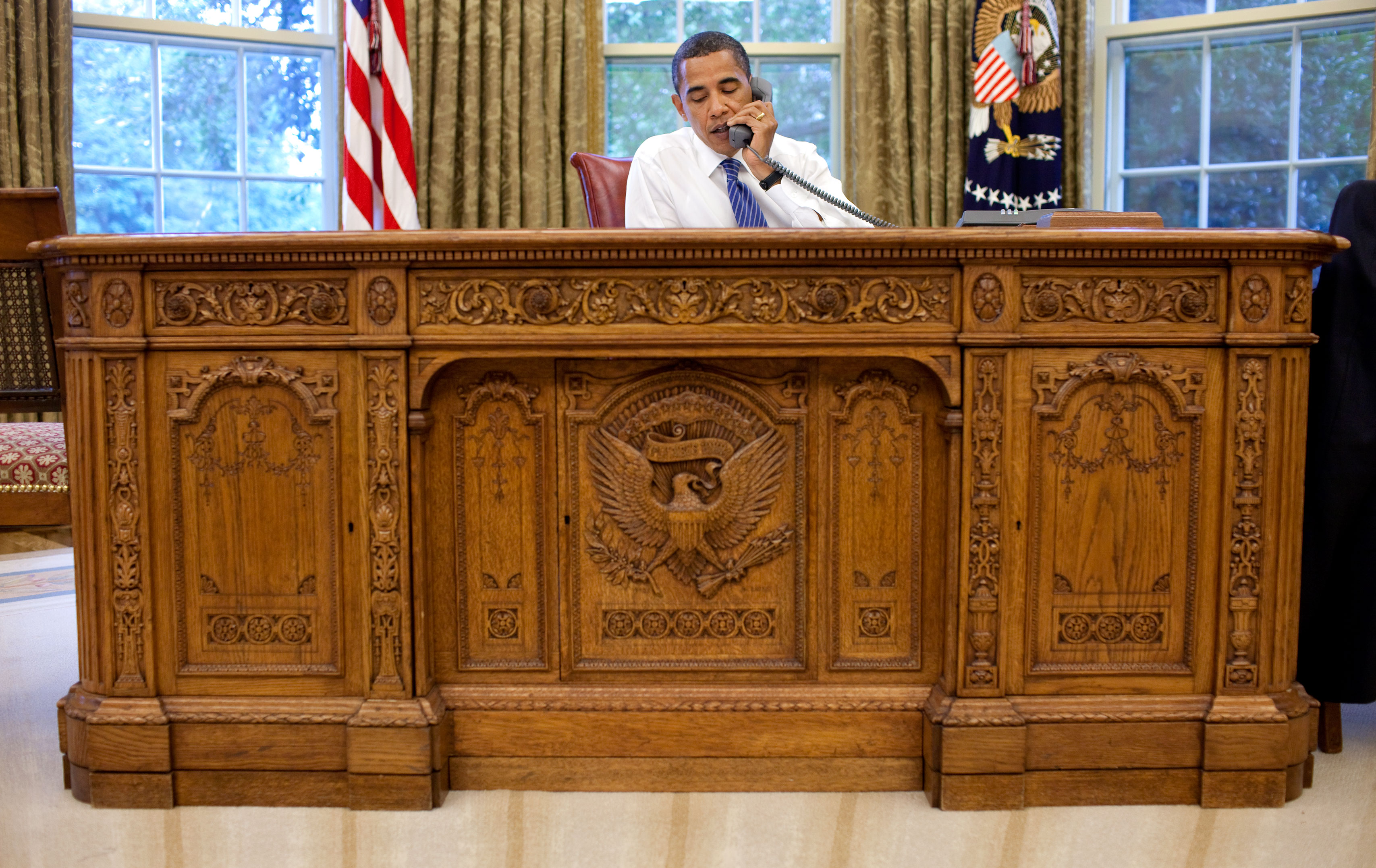
Präsident Obama am Resolute Desk, 2009

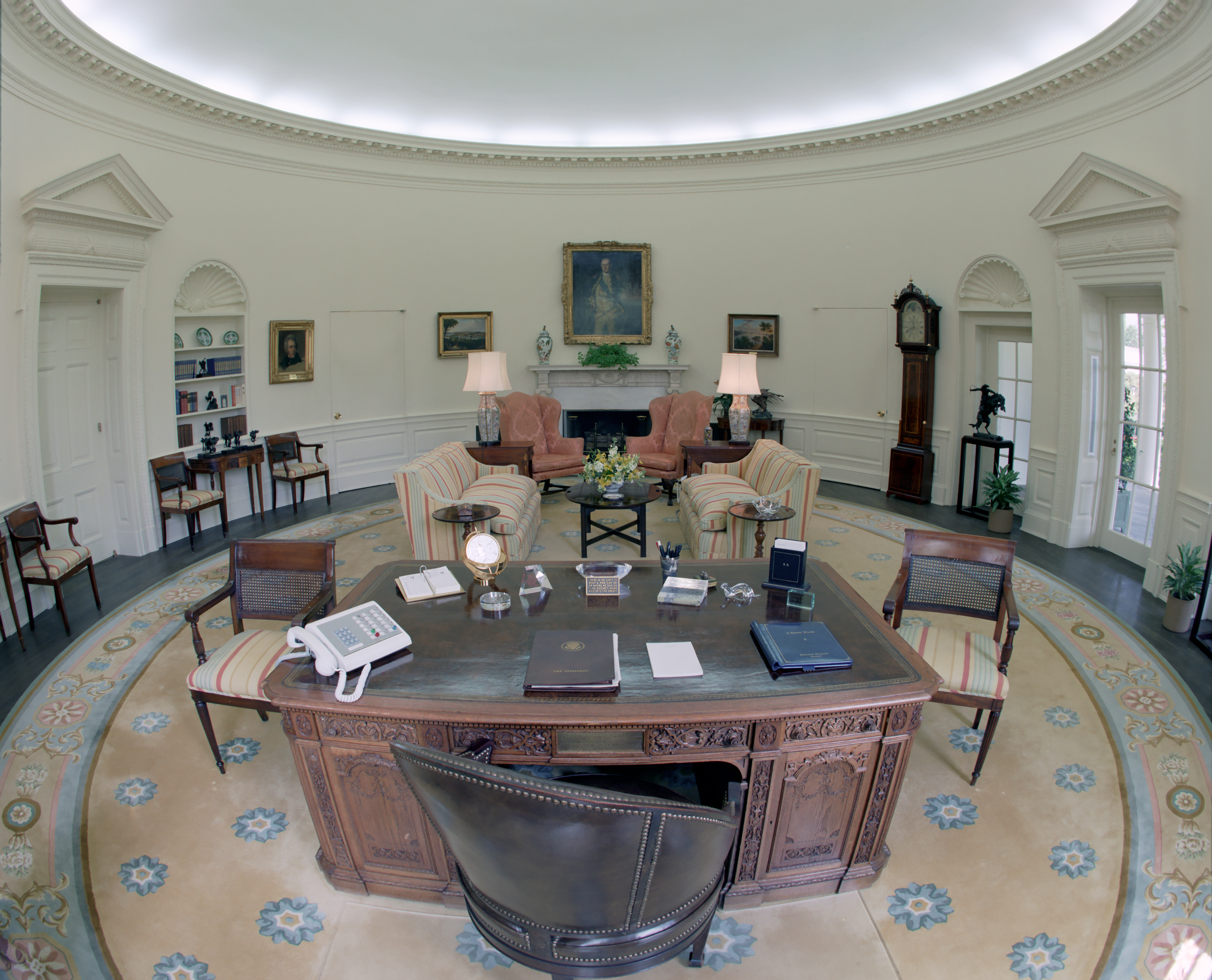
Das Oval Office mit dem Resolute Desk während der Präsidentschaft Ronald Reagans, 1981

Als Resolute Desk wird der Schreibtisch im Oval Office des Weißen Hauses bezeichnet, da er aus jenem Holz hergestellt ist, das nach dem Abwracken des britischen Polarforschungsschiffs Resolute im Jahre 1879 übrig blieb. Er wurde von William Evenden, einem Schreiner der königlichen Schiffswerft von Chatham, gezimmert.
Der Schreibtisch war ein Dankesgeschenk der britischen Königin Victoria und wurde am 23. November 1880 an US-Präsident Rutherford B. Hayes übergeben. Ein zweiter, kleinerer Tisch wurde Henry Grinnells Witwe überreicht. Queen Victoria ließ für sich selbst ebenfalls zwei Schreibtische aus den Planken der Resolute fertigen: einen, welcher identisch ist mit dem des Präsidenten und einen zweiten für ihre private Yacht, die HMY Victoria and Albert II. Dieser Tisch befindet sich in der Sammlung des Royal Naval Museum, Portsmouth.
Die Resolute war Teil eines Schiffsverbandes unter dem Kommando von Edward Belcher, um nach Sir John Franklin zu suchen, der bei dem Versuch, die Nordwestpassage nach Asien zu finden, verschollen war. Im Jahre 1855 hatten amerikanische Walfänger die im Polareis stecken gebliebene HMS Resolute geborgen. Daraufhin wurde das Schiff nach einer Reparatur der britischen Krone zurückgegeben.
Das Möbelstück wurde seitdem von fast allen nachfolgenden Präsidenten genutzt, mit Ausnahme von Lyndon B. Johnson, Richard Nixon und Gerald Ford.
Der Resolute Desk stand von 1880 bis 1902 im Büro des Präsidenten im ersten Obergeschoss des Hauptgebäudes, in dem Raum, der heute als „Lincoln Bedroom“ bezeichnet und als Schlafzimmer für hochrangige Gäste verwendet wird. Als der neue Westflügel gebaut und das Präsidentenbüro 1902 dorthin verlegt wurde, blieb der Schreibtisch im privaten Arbeitszimmer des Präsidenten im ersten Obergeschoss des Hauptgebäudes.
Präsident Franklin D. Roosevelt ließ zwischen den beiden Fußteilen die Frontplatte mit dem präsidialen Staatswappen anbringen, um den Blick auf seine Beinschienen bzw. seinen Rollstuhl zu verdecken. Unter Präsident Truman wurde das Weiße Haus umfangreich renoviert und der Schreibtisch wurde in den Senderaum im Erdgeschoss des Hauptgebäudes gestellt, von dem aus unter Dwight D. Eisenhower häufig Radio- und Fernsehübertragungen gesendet wurden. 
Jacqueline Kennedy ließ das Weiße Haus umfangreich sanieren und weitgehend in seinen historischen Zustand zurückversetzen. Sie ließ den Resolute Desk 1961 in das Oval Office im Westflügel schaffen. Weltbekannt wurde er durch eine Fotografie, die John F. Kennedy an dem Schreibtisch zeigt, während sein Sohn John F. Kennedy jr. darunter spielt und aus einer geöffneten Klappe an der Front herausschaut.

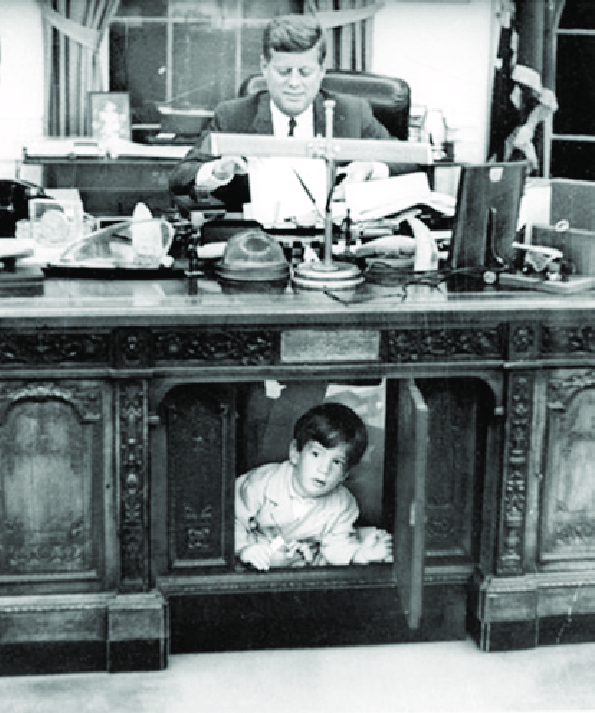
Präsident Kennedy gemeinsam mit seinem Sohn John Jr., der aus einem Fach des Resolute Desk schaut

Nachdem sich Präsident Lyndon B. Johnson für einen anderen Schreibtisch entschieden hatte, wurde der Resolute Desk von 1964 bis 1965 zunächst für eine Wanderausstellung an die Kennedy-Bibliothek und dann von 1966 bis 1977 an die Smithsonian Institution ausgeliehen. Präsident Jimmy Carter ließ ihn 1977 wieder in das Oval Office stellen. Auch Ronald Reagan benutzte ihn, ließ ihn jedoch auf einen eigens angefertigten Sockel stellen, damit er einige Zentimeter höher war.
George Bush bevorzugte im Oval Office seinen gewohnten Schreibtisch, den er als Vizepräsident benutzt hatte. Er ließ den Resolute Desk in sein privates Arbeitszimmer im Hauptgebäude schaffen. Bill Clinton, George W. Bush, Barack Obama, Donald J. Trump und Joe Biden benutzten den Schreibtisch im Oval Office. Auch Präsident Donald Trump behält in seiner erneuten Amtszeit die Tradition bei, den Resolute Desk zu nutzen. Anfang 2025 wurde der Schreibtisch zur Restaurierung gegeben und seitdem nutzt Präsident Trump übergangsweise den Schreibtisch von George Bush. 
Es gibt zahlreiche originalgetreue Nachbildungen in Bibliotheken und Museen, etwa im Jimmy Carter Library and Museum; man kann eine solche auch bei einer amerikanischen Firma sowie bei der National Archives and Records Administration bestellen.

## Trivia
Der Resolute Desk spielt in dem Film Das Vermächtnis des geheimen Buches eine wichtige Rolle. Im Film steht ein Schreibtisch im Buckingham Palace und der zweite im Oval Office. In einem versteckten Fach des Tisches ist eine antike Holzpanele durch einen Code verborgen. Mithilfe der Inschriften soll die Entdeckung eines geheimen Schatzes möglich sein.